# Иванин, Михаил Игнатьевич
Михаи́л Игна́тьевич Ива́нин (1801—1874) — русский генерал-лейтенант, участник Туркестанских походов, военный историк и географ.

## Биография
Из Черниговских дворян, родился в 1801 году. В 1822 году кончил курс в 1-м кадетском корпусе и поступил в 13-ю артиллерийскую бригаду. В 1831 году поручиком 5-й артиллерийской бригады прикомандирован к Военной академии для слушания в ней курса.

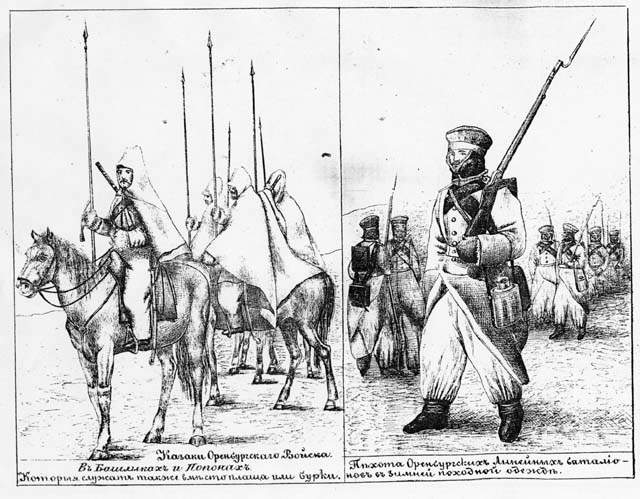
М. И. Иванин, Описание зимнего похода в Хиву 1839 — 1840 годов, казаки оренбургского войска, в башлыках и попонах которые служат также вместо плаща или бурки, и пехота Оренбургских линейных батальонов в зимней походной одежде, 1874 год

Окончив обучение в 1834 году, в следующем, в чине капитана, был назначен в Оренбургский корпус и участвовал в качестве офицера Генерального штаба в Хивинской экспедиции 1839—1840 годов В 1853 году в чине полковника назначен состоять советником от Министерства государственных имуществ во Временный совет для управления Внутренней киргизской ордой, а затем управляющим этой ордой. Его энергичное и деятельное управление принесло орде много пользы. Затем Иванин участвовал в военных действиях против турок на Кавказе, в 1857 году произведён в генерал-майоры; в 1858 году принимал участие в демаркации наших азиатских границ с Турциею. В 1864 году назначен председателем комиссии для выработки положения о перевозке войск по железным дорогам и водой, в 1866 году произведён в генерал-лейтенанты и назначен председателем комиссии для собрания подробных сведений о современном состоянии наших железных дорог, в 1868 году назначен постоянным членом комитета по перевозке войск по железным дорогам и водой, с 1871 году состоял членом Военно-ученого комитета Главного штаба.
Михаил Игнатьевич Иванин умер 27 сентября 1874 года.
Он оставил после себя множество трудов по военной истории, географии, стенографии, железнодорожному делу; он был членом Русского географического общества.
Его супруга Шпилевская, Наталья Сергеевна (1834—?) — писательница и общественная деятельница, которая впервые познакомила русскую публику с выдающимися произведениями шведской беллетристики и с жизнью и деятельностью их авторов. В Санкт-Петербурге она открыла первую воскресную школу (1859), а затем несколько женских училищ и сельских школ в Екатеринодаре, Тифлисе, Черниговской и других губерниях.

## Избранная библиография

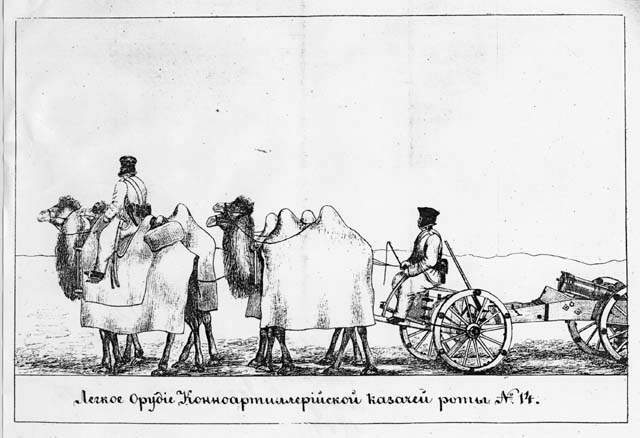
М. И., Описание зимнего похода в Хиву 1839 — 1840 годов, Лёгкое орудие кавалерийской казачьей роты № 14 казаков оренбургского войска, 1874 год

- Поездка на полуостров Мангышлак в 1846 г., с картой. // Записки Географического общества. Кн. 2. СПб., 1847
- Описание Закамских линий. // Вестник Географического общества. Ч. 1. 1857
- О стенографии или искусстве скорописи и применении её к русскому языку. СПб., 1858
- О пограничных линиях России. // Инженерный журнал. 1863. № 1—2.
- Заслуги князя Кутузова как дипломата на Кавказе. // Русский инвалид. 1863. № 83, 88
- Хива и река Аму-Дарья // Морской сборник. 1864. № 8—9
- Внутренняя Букеевская киргизская орда. // Эпоха. 1864. № 12
- О воинской подводной повинности. // Военный сборник. 1866. № 10
- Австро-прусская война 1866 г., военно-политический очерк. // Военный сборник. 1866. № 12
- Теория стенографии для русского языка. // Отечественные записки. 1866. № 5, 10.
- Русская стенография или руководство к изучению скорописи. СПб., 1867
- О конно-железных дорогах в России // Инженерный журнал. 1867. № 1.
- О мерах против распространения у нас заразительных болезней. // Журнал Полтавского сельскохозяйственного общества. 1868.
- Пути в Средней Азии и перевозочные средства // Военный сборник. 1869. № 8.
- О воздухоплавании. // Инженерный журнал. 1871. № 1.
- Об Уральско-Сибирской железной дороге. // Заря. 1871. № 5
- О старом русле Аму-Дарьи. // Материалы для статистики Туркестанского края. Вып. II. СПб., 1873.
- Описание зимнего похода в Хиву 1839—1840 г. СПб., 1874.
- О военном искусстве и завоеваниях монголо-татар и среднеазиатских народов при Чингис-хане и Тамерлане. Издание Военно-учёного комитета. Под редакцией князя Н. С. Голицына. СПб., 1875.